# Catriona oba
Catriona oba är en snäckart som beskrevs av Ev. Marcus 1970. Catriona oba ingår i släktet Catriona och familjen Tergipedidae. Inga underarter finns listade i Catalogue of Life.